# كلود أنسون
كلود أنسون (14 أكتوبر 1889 - 26 مارس 1969) (بالإنجليزية: Claude Anson)‏ هو لاعب كريكت بريطاني وبريطاني (وحمل سابقاً جنسية المملكة المتحدة لبريطانيا العظمى وأيرلندا).